# Chlew

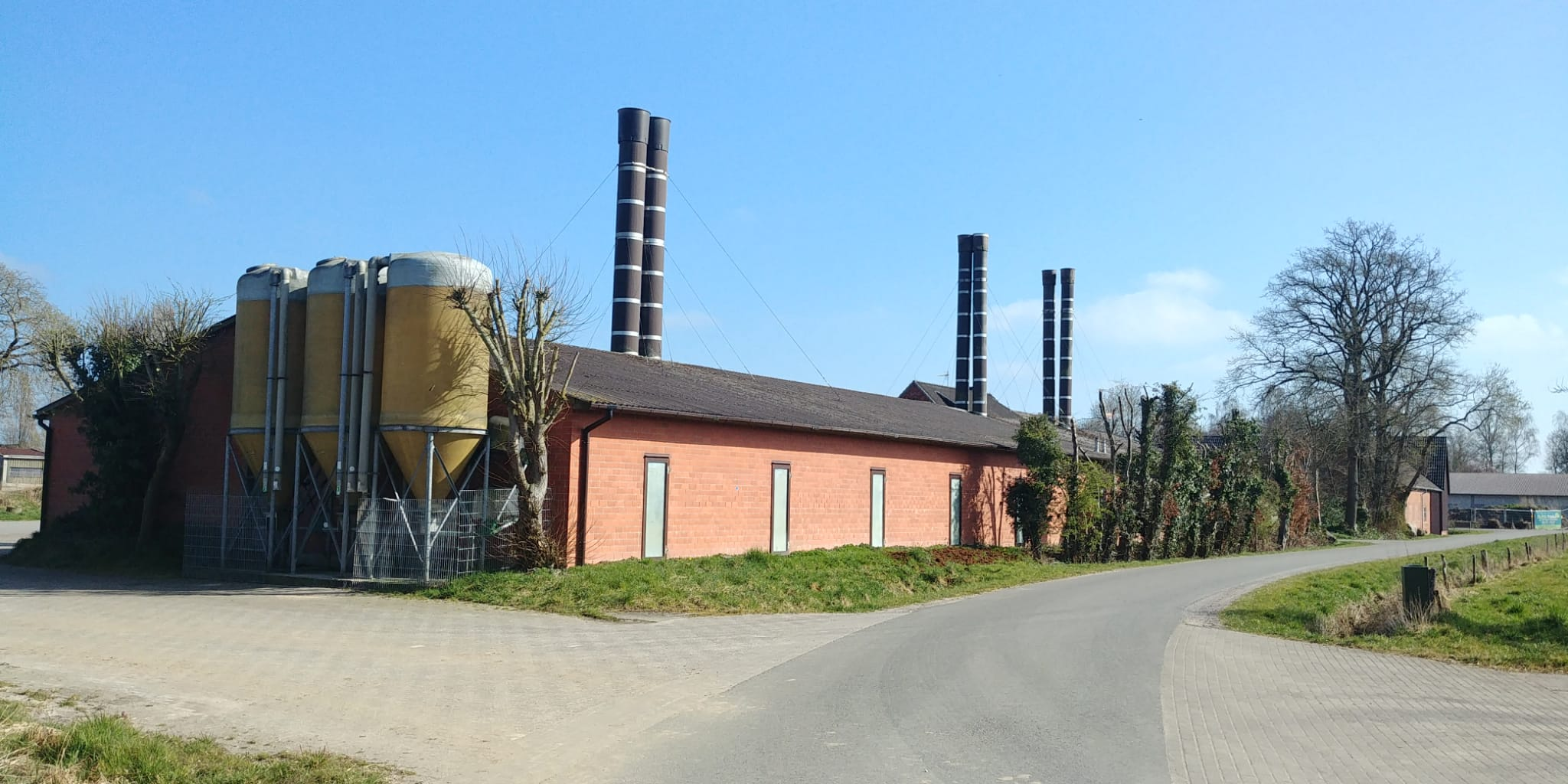
Chlewnia z odpowiednio wysokimi kominami wentylacyjnymi pozwalającymi zmniejszyć emisję odorów w otoczeniu chlewni

Chlew, chlewnia, świniarnia – budynek inwentarski służący do przetrzymywania, chowu oraz tuczu trzody chlewnej; także, zespół świń w różnym wieku (lochy, prosięta, knury), lub różnej kategorii (zwierzęta hodowlane, tuczniki) służący odpowiednim celom produkcyjnym, stąd nazwa: chlewnia hodowlana, chlewnia użytkowa, chlewnia o cyklu zamkniętym (chlewnia towarowa), tuczarnia itd..
Wyraz chlew wywodzi się z prasłow. *chlěvъ „pomieszczenie dla zwierząt”, a pierwotnie zapewne „ziemianka”, które zostało z kolei zapożyczone z pragerm. *hlaiwa- (por. goc. 𐌷𐌻𐌰𐌹𐍅 hlaiw „grób”). Prawdopodobnie od staropolskiej nazwy chlewu kob, pochodzi wyraz kobieta, który z czasem zatracił swoją pejoratywną konotację.
Określenie „chlew” stosowane jest do tych budynków, w których chowana jest niewielka liczba świń, obiekty produkcyjne przystosowane do przetrzymywania kilkuset i więcej sztuk nierogacizny nazywane są chlewniami.
Chlewnia jest obiektem murowanym, najczęściej jednokondygnacyjnym, rozgrodzonym wewnątrz na różnego rodzaju kojce. Do karmienia zwierząt w chlewni wykorzystywane są w zależności od rodzaju tuczu: tucz „na mokro” (koryta), tucz „na sucho” (poidełka, dozowniki suchej karmy).
Chlewnie można podzielić na ściółkowe i bezściółkowe. Posadzka w chlewni ściółkowej wyściełana jest słomą, która wraz z odchodami trafia na pryzmę obornikową. Chlewnie ściółkowe ze względu na względu na wysokie nakłady pracy cieszą się coraz mniejszą popularnością. W nowoczesnych, wydajnych, bezściółkowych obiektach inwentarskich stosowane są różnego rodzaju ruszta.